# شهرستان یونگپینگ
شهرستان یونگپینگ (به لاتین: Yongping County) یک شهرستان‌های جمهوری خلق چین در چین است که در ولایت خودمختار دالی بای واقع شده‌است. شهرستان یونگپینگ ۲٬۸۸۴ کیلومتر مربع مساحت و ۱۷۰٬۰۰۰ نفر جمعیت دارد.